# Fürstenzell
Fürstenzell – gmina targowa w Niemczech, w kraju związkowym Bawaria, w rejencji Dolna Bawaria, w regionie Donau-Wald, w powiecie Pasawa. Leży około 10 km na południowy zachód od Pasawy i ok. 9 od granicy z Austrią na Innie, przy linii kolejowej Monachium - Pasawa. W gminie znajduje się lądowisko.

## Osoby urodzone w Fürstenzell
- Klaus Augenthaler – piłkarz
- Wilhelm Diess – poeta
- Krenn Ferdl
- Helmut Winklhofer – piłkarz

## Zabytki
- klasztor Fürstenzell
- kościół Fürstenzell
- były kościół pielgrzymkowy w dzielnicy Bad Höhenstadt
- dom rodzinny Wilhelma Diessa w dzielnicy Bad Höhenstadt

## Współpraca
Miejscowość partnerska:
- Bad Griesbach im Rottal, Bawaria